# Équipe de Grande-Bretagne masculine de water-polo
L'équipe de Grande-Bretagne de water-polo masculin est la sélection nationale représentant le Royaume-Uni, au sens des trois pays de l'île de Grande-Bretagne, dans les compétitions internationales de water-polo masculin. 

## Palmarès
- Jeux olympiques
  - Champion : 1900, 1908, 1912 et 1920

## Performances dans les compétitions internationales

### Jeux olympiques
Après les Jeux de Melbourne, en 1956, l'équipe de Grande-Bretagne ne participe plus de 1960 à 2008 aux Jeux olympiques, et ne revient, qu'en tant que pays organisateur, que pour ceux de Londres en 2012.
- 2012 : 12e place